# Flagell

Två celler som har flageller: Chlamydomoas reinhardtii (en grönalg) och Trypanosoma brucei (en protozo). Till höger visas en flagell i genomskärning. En flagell är cirka 300 nm tjock.

Olika organisation av flageller på bakterier:
A. Monotrick – en enda polär flagell, till exempel Vibrio cholerae.
B. Lofotrick – två eller flera flageller vid cellens ena eller båda poler.
C. Amfitrick – en flagell vid vardera polen.
D. Peritrick – en mängd flageller runt om cellen som alla är riktade åt samma håll, till exempel E. coli.

Flagell (latin flagellum, piska) eller gissel är en extracellulär organell som förekommer på vissa eukaryota och prokaryota celler. Flagellen liknar en piska till formen, därav namnet. Flageller ska inte blandas ihop med eukaryota cilier, som har samma struktur men andra funktioner.
På vissa celler, till exempel sädesceller, eller vissa protister (till exempel Chlamydomonas reinhardtii eller Trypanosoma brucei) har den som funktion att ge cellen förmåga att simma. På andra celler kan den ha som funktion att flytta på det omgivande mediet, till exempel i epitelceller i tarmarna eller i väggarna av luftröret.

## Eukaryot flagell
Den här strukturen finns på nästan samtliga mänskliga celler, och många andra celltyper. Några celler som inte har en flagell är till exempel många jästarter (som Saccharomyces cerevisiae – vanlig bakjäst), växtceller och amöbor. Flagellen är helt skild från cellens övriga cytoplasma och består av ett omliggande membran, nio dubbla mikrotubuli som omger två centrala mikrotubuli samt många proteinkomplex som fungerar som bryggor mellan dessa strukturer. Mikrotubuli har särskilda motorproteiner (dynein) som rör sig upp och ner längs mikrotubulis längd och orsakar böjningar som i sin tur ger flagellen dess rörelse.

## Prokaryot flagell
Flagellen består av proteinet flagellin som är arrangerat i helixformade kedjor kring en ihålig kärna. Bakterien bygger på flagellen inifrån och ut. Fästet i bakteriens cellmembran är ganska komplicerat med ett flertal olika proteiner, med både rörliga och orörliga delar. Denna "motor" drivs av ett överskott av vätejoner på utsidan av membranet och ett underskott på insidan. Medan vätejoner passerar genom flagellens "motordel" sätts flagellen i rotation moturs och bakterien förflyttas framåt med flagellen som propeller längst bak. Flagellen kan även rotera i motsatt riktning, medurs, och får då en backande, eller dragande effekt.

## Flageller i intelligent design
Flageller har haft en viktig roll i debatten om intelligent design, som påstått exempel på så kallad irreducibel komplexitet. Evolutionsbiologer har dock presenterat principer för hur flageller kan uppstå genom evolution.